# Mequitar de Sebaste
Mequitar de Sebaste (em armênio Մխիթար Սեբաստացի; Sivas, 7 de fevereiro de 1676 - San Lazzaro degli Armeni, Veneza, 27 de abril de 1749) nascido como Petros Manuk, Manouk Petrosian, também conhecido como Mkhitar, Mekhitar, Mejitar. Foi um monge e sacerdote católico da Armênia e fundador da Ordem Mequitarista. É também uma pessoa muito importante na literatura armênia, traduziu a Bíblia em 1735, e publicou um dicionário em 1749. 

## Referencias
1. ↑  «Aos Monges da Congregação Armênio-Mequitarista (7 dejulho de 2001) | João Paulo II». www.vatican.va. Consultado em 18 de maio de 2023